# Кусаригама
Кусаригама (на японски: 鎖鎌) е традиционно японско оръжие, което се състои от Кама – вид японски сърп, закачен за метална верига (Манрики) с тежест в края. То е едно от оръжията използвани от Нинджа. Смята се, че е измислено през XV век от будистки монаси.

## Характеристики
Дължината на веригата е от около 2,5 до 3 метра. Веригата може да бъде закрепена както за ръкохватката, така и откъм страната на сърпа. Обикновено дръжката на сърпа при Кусаригама е по-дълга от тази на обикновената Кама.

## Техники
Най-много техники за използване на Кусаригама се срещат в школите по Будо (Буджуцу, Кобудо) и Нинджуцу. Оръжието се държи и с двете ръце, като с едната се хваща сърпа, а с другата веригата. Тя(веригата) се мята в противника с цел да го зашемети или оплете заедно с оръжието му, след което незабавно се атакува със сърпа. Най-голяма тънкост е техниката Маки (точното хвърляне на веригата). Изкуството за ползване на Кусаригама се нарича Кусаригама – Джуцу.